# 홈센타홀딩스
홈센타홀딩스(Home Center Holdings Co. Ltd.)는 대한민국의 건축자재 도소매 기업이다. 본사는 대구광역시 북구 노원로 139-6에 위치해 있으며 대표이사 박병윤이다.
회사는 타일, 위생도기 등을 판매하며, 레저스포츠 및 근린생활시설 운영을 통해 수익을 창출하고 있다. 또한, 건설현장에 자재를 납품하고 있으며, 매출과 영업이익이 지속적으로 증가하고 있는 추세이다.

## 재무
2024년 만기 이자율은 0%, 전환가액은 1183원에 200억원 규모의 4회차 무이권부 무보증 사모 전환사채를 발행하였다

## 논란
2024년 과거 진행한 현금배당을 정정하여 이미 실시된 배당이 무효로 하여 주주들로부터 배당금를 회수한 바 있다

## 역사
1988년에 소방설비공사를 목적으로 설립되어 2002년 코스닥에 상장하고, 2017년에는 지주회사로 전환했다. 

## 참고 문헌
1. ↑  김태립, 한국IR협의회 기술분석보고서-홈센타홀딩스, 2021.12.23
2. ↑  홈센타홀딩스, 대구·경상북도 통합신공항 건설 시 수혜 가능성, 뉴스퀘스트, 2022.11.23
3. ↑  홈센타홀딩스, 200억원 규모 전환사채권 발행 결정, 이데일리, 2024-02-23
4. ↑  진영기, "배당금 토해내라" 초유의 사태 빚은 회사…올해도 배당하는 이유?, 한국경제, 2024.11.05